# Witali Wladimirowitsch Prochorow
Witali Wladimirowitsch Prochorow (russisch Виталий Владимирович Прохоров; * 25. Dezember 1966 in Moskau, Russische SFSR) ist ein ehemaliger russischer Eishockeyspieler.

## Karriere
Während seiner sowjetischen Zeit spielte er bei HK Spartak Moskau. Beim NHL Entry Draft 1992 war er in der 3. Runde an 64. Stelle durch die St. Louis Blues ausgewählt worden. 1992 wechselte er dann zu den Blues in die National Hockey League. 1996 ging er wieder nach Russland und spielte bis zur Saison 2000/01 in der russischen Liga. 1995/96 verbrachte er eine Saison in der schwedischen Liga, 1998/99 eine in der Schweiz.
Am 2. April 1990 wurde er in die sowjetische Eishockeynationalmannschaft berufen. Später wurde er nach dem Zerfall der Sowjetunion Mitglied des Vereinten Teams. Seine internationale Karriere wurde mit der Goldmedaille bei den Olympischen Winterspielen 1992 gekrönt. 1992 wurde er als Verdienter Meister des Sports ausgezeichnet.